# Лорія вогниста
Лорія вогниста (Cnemophilus macgregorii) — вид горобцеподібних птахів родини Cnemophilidae.

## Етимологія
Вид названо на честь британського губернатора Нової Гвінеї Вільяма Макгрегора.

## Поширення
Лорія вогниста поширена у тропічних гірських дощових лісах Нової Гвінеї.

## Опис
Дрібні птахи з невеликими конічними дзьобами, округлими крилами, коротким, квадратним хвостом і маленькими ногами. Тіло завдовжки 24 см, вагою 80-125 г. Самці темно-синього-забарвлення. Самець має нижню частину тіла чорного забарвлення, а верхню — жовтого або червоно-помаранчевого, залежно від підвиду. Самиці мають верх оливкового-зеленого кольору, а низ тіла жовтий.

## Спосіб життя
Лорії живуть у тропічному дощову лісі. Живляться фруктами, зрідка можуть доповнювати раціон комахами. Сезон розмноження триває з червня по листопад. Про потомство дбає лише самиця. Вона будує гніздо у дуплах дерев. У гнізді лише одне яйце. Інкубація триває 3 тижні.

## Підвиди
- Cnemophilus macgregorii macgregorii, номінальний підвид, досить поширений у південно-східній частині ареалу від крайнього півдня провінції Моробе до середньої частини гір Оуена Стенлі;
- Cnemophilus macgregorii sanguineus Iredale, 1948, поширений в районі гори Гілуве і гори Гаґен і на схід в горах Бісмарка;

Деякі автори визнають популяцію гір Кубор, що в даний час є частиною підвиду sanguineus, як окремий підвид C. m. kuboriensis.